# Distrito de Cashapampa
El distrito de Cashapampa es uno de los diez que conforman la Provincia de Sihuas, ubicada en el Departamento de Ancash, bajo la administración del Gobierno Regional de Áncash, Perú.

## Historia
El distrito fue creado mediante Ley N.º 14830 del 23 de enero de 1964, en el primer gobierno del Presidente Fernando Belaúnde Terry.

## Toponimia
El nombre Cashapampa proviene del idioma quechua, por el cual Kasha significa espinar y panpa remite a planicie. De este modo, el topónimo se puede entender como «llano de espinares», según el Diccionario quechua Ancash Huailas de Amancio Chávez y Gary Parker.

## Caseríos
- Huanchí
- Pauca
- Capacha
- Shongohuarco
- Colpa
- Huayllampo
- Tarabamba
- Huayllampo Alto
- Bellavista
- Capacha
- Pasacancha

## Geografía
Tiene una extensión de 66,86 kilómetros cuadrados y una población aproximada de 3 058 habitantes.
Su capital ubicada a 3 425 msnm es la localidad de Cashapampa.

## Autoridades

### Municipales
- 2011-2014[1]
  - Alcalde: Uldarico Ángel Cisneros Carrillo, del (MIRO).
  - Regidores: Primitivo Teófilo De La Cruz López (MIRO), Inés Adriana Castillo Azaña (MIRO), Rosa América Pérez Saturio (MIRO), Mayte Chabuca Montero López (MIRO), Dionicio Ugo Álvarez Quinua (Movilización Independiente Campesino Atusparia).
- 2003-2010
  - Alcalde: Gregorio Aniano Córdova Hurtado, Es considerado como el mejor alcalde de la historia del distrito de Cashapampa por gestionar y ejecutar incontables obras y proyectos a favor del pueblo y los más pobres, eso sin mencionar el trato a la gente que ningún alcalde lo tuvo o lo tendrá. Por todo lo mencionado fue reelecto para el periodo 2015-2018 siendo el primer alcalde reelegido por segunda y tercera vez, por ser rondero toda su vida; trabajando con humildad, democracia y promoviendo el desarrollo del distrito de Cashapampa.

Hubo alcaldes y los hay en el periodo 2019-2022, como la gestión 2011-2014; hubo promesas que se los llevó el viento perjudicando a todo el pueblo de Cashapampa.
- - 199-2002 Una dictadura y pésima gestión del Sr. Ernesto Padilla que azotó el pueblo de Cashapampa dejando en la peor crisis de la historia del distrito que años posteriores las rondas supieron levantarse y mantener la democracia hasta el año 2010. No se imaginaban que luego vendría una persona incapaz e insensible con el pueblo que solamente supo y pudo hacer una sola obra en los 4 años de gestión(su compadre Uldarico Angel Cisneros Carrillo, que después del la gestión lo apodaron "ULTRA RICO" conjugando con las letras de su nombre por haber saqueado todo el presupuesto del distrito de Cashapampa para hacer su casa de lujo en la provincia de Sihuas).
  - 2019-2022 parece que el Sr. Julio Cruz no tiene sentimientos con las personas de este pueblos. Claro que se puede esperar porque el señor es de otro distrito y en 2 años de gestión no hace nada; solamente continúa una obra que dejó listo para ejecutar el alcalde anterior.

## Turismo
- FESTIVIDAD RELIGIOSA: FIESTA PATRONAL; 08 de octubre en Homenaje  a la  Virgen del Rosario.
LA SEMANA SANTA.
- DANZAS: Huanquillas de Huanchí, Huanquillas de Cashapampa, Antis de Capacha, Los Pastorcillos  de Navidad Declarado Patrimonio Cultural de la Nación el 23 de marzo de 2016 con la R.VM. N.º 030-2016-VMPCIC-MC.
- ESTAMPAS: “Los Shararitas de Huanchí”, Minerocuna de Pasacancha.
- LAGUNAS: Llamacocha,  Quinuacocha, Berracococha,  Bayococha, Yanacocha (Negra),  Bateacocha,  Racaycocha, Ututococha, Azulcocha, Milliscocha, Cashapampa Sector 1, Cashapampa Sector 2.

- ECOTURISMO: Cascada de Pagchanga 200 m.
-SITIOS ARQUEOLÒGICOS: Demarcados por el INC
. CIUDADELA DE ILLAURO (Huanchì)
. CIUDADELA DE GOPCHO (Pasacancha)
. CIUDADELA DE CUARTELHIRCA (Cashapampa) 
- Declarados Patrimonio Cultural de la Nación con la RD N.º 248/ INC del 28-02-2005:
. Sitio Arqueológico Alto de la Tiya
. Sitio Arqueológico H 27
. Cueva: Machay frente a Pasacancha

## Festividades
- Virgen de las Nieves
- Fiesta Patronal: Virgen del Rosario, 8 de octubre.